# Ekali I
Pour les articles homonymes, voir Ekali.
Ekali I est une localité de la commune de Mfou, dont le département est la Méfou-et-Afamba, dans la région du Centre au Cameroun. Ekali I est située à une vingtaine de kilomètres de l'Aéroport international de Yaoundé-Nsimalen, sur la route de Mbalmayo où coule le fleuve Nyong, à proximité du Parc de la Méfou.

## Population
En 1965, Ekali I comptait 702 habitants, principalement des Bané.
Lors du recensement de 2005, on y a dénombré 564 personnes.